# Архангельский, Виталий Николаевич
Вита́лий Никола́евич Арха́нгельский (1897—1973) — советский офтальмолог, член-корреспондент АМН СССР (1952), заслуженный деятель науки РСФСР (1968).

## Биография
Родился 7 апреля 1897 года[по какому календарю?] в Туле.
В 1922 году окончил медицинский факультет Московского университета, где до 1938 года работал в клинике глазных болезней под руководством профессора В. П. Одинцова.
С 1938 года возглавлял кафедру Куйбышевского медицинского института, с 1944 года — Киевского медицинского института, в 1959—1971 г. — 1-го ММИ им. И. М. Сеченова. В 1961—1971 годы был главным офтальмологом Министерства здравоохранения СССР.
В. Н. Архангельский — автор 135 научных работ, 3 монографий. Его научные исследования имели важное значение как для офтальмологии, так и для общей биологии. Он впервые изучил развитие функций глаза человека в условиях их осложнений, определил функциональную роль сосудистой оболочки в акте зрения. В докторской диссертации (1937) им была подтверждена теория о мезенхимопластике эпителия.
Исследования Архангельского по изучению открытого им межуточного вещества сетчатки (1946) имели большое теоретическое и практическое значение. Его работы позволили объяснить морфологическую природу помутнений сетчатки, уточнить понимание её строения и обменных процессов в ней. Значительное число его работ касается выяснения патологоанатомической сущности различных болезненных процессов глаза. Он впервые (1954) изучил развитие функций глаза человека в условиях их усложнений, определил функциональную роль сосудистой оболочки в акте зрения. Результатом больших исследований в этой области явилась монография, книга-атлас «Морфологические основы офтальмоскопической диагностики», удостоенная премии им. М. И. Авербаха (1961).
В. Н. Архангельским были предложены оригинальные методы, широко применяемые в офтальмологической практике: переливание крови при глазных заболеваниях (1929), метод закрытия полостных разрезов по лимбу при операциях на глазу с помощью конъюнктивального лоскута (1943), операции диатермокоагуляции новообразований радужной оболочки (1956) и диатермокоагуляция цилиарного тела при глаукоме (1957) и др.
Под руководством В. Н. Архангельского защищены 49 кандидатских и 6 докторских диссертаций.
Он является автором учебника по глазным болезням для студентов медицинских ВУЗов, который трижды переиздавался: Учебник глазных болезней / В. Н. Архангельский, М. К. Брянцева, К. В. Дормидонтова; Под общ. ред. чл.-кор. АМН СССР проф. В. Н. Архангельского. — М.: Медгиз, 1963. — 328 с., 13 л. ил. (Глазные болезни. — 2-е изд., испр. и доп. — М.: Медицина, 1969. — 344 с., 17 л. ил.).
С 1957 года он был бессменным председателем Всесоюзного научного общества офтальмологов, почётным членом Чехословацкого медицинского общества им. Я. Пуркинье (с 1963), венгерского медицинского общества им. Земмельвейса (с 1968) и общества офтальмологов ГДР (с 1968).
В. Н. Архангельский был ответственным редактором журнала «Вестник офтальмологии» (1952—1965) и многотомного руководства «Глазные болезни» (1959—1962); он автор и редактор статей по офтальмологии ряда советских медицинских энциклопедий (2-го издания БМЭ, Ежегодников БМЭ и Малой медицинской энциклопедии).
Награждён орденами Ленина и «Знак Почёта», а также медалями.
Умер 25 апреля 1973 года, похоронен на Введенском кладбище (уч. 10).